# Colostethus latinasus
Espèce
Synonymes
- Phyllobates latinasus Cope, 1863

Statut de conservation UICN

 DD : Données insuffisantes
Colostethus latinasus est une espèce d'amphibiens de la famille des Dendrobatidae.

## Répartition
Cette espèce se rencontre :
- dans les départements de Chocó et de Córdoba en Colombie ;
- dans la province de Darién au Panama sur le Cerro Pirre dans la Serranía de Pirre.

## Description
L'holotype de Colostethus latinasus mesure environ 75 mm. Son dos est brun. Une barre noire passe par l’œil. Sa face ventrale est pâle et sans tache.

## Publication originale
- Cope, 1863 : On Trachycephalus, Scaphiopus and other American Batrachia. Proceedings of the Academy of Natural Sciences of Philadelphia, vol. 15, p. 43-54 (texte intégral).